# Promenade des Berges-de-la-Seine-André-Gorz
La promenade des berges de la Seine - André-Gorz  est un jardin public du 7e arrondissement de Paris.

## Situation et accès
La promenade est située dans le centre de Paris, le long de la Seine, rive gauche. Elle correspond à l’ancienne voie express Rive-Gauche, du pont Royal au pont de l'Alma, fermée à la circulation automobile.
La promenade est desservie par les stations du RER C Musée d'Orsay, 
Pont de l'Alma et Invalides avec une sortie directe sur la promenade pour celle-ci, par les lignes de    à la station Invalides et   à la station Assemblée nationale.

## Origine du nom

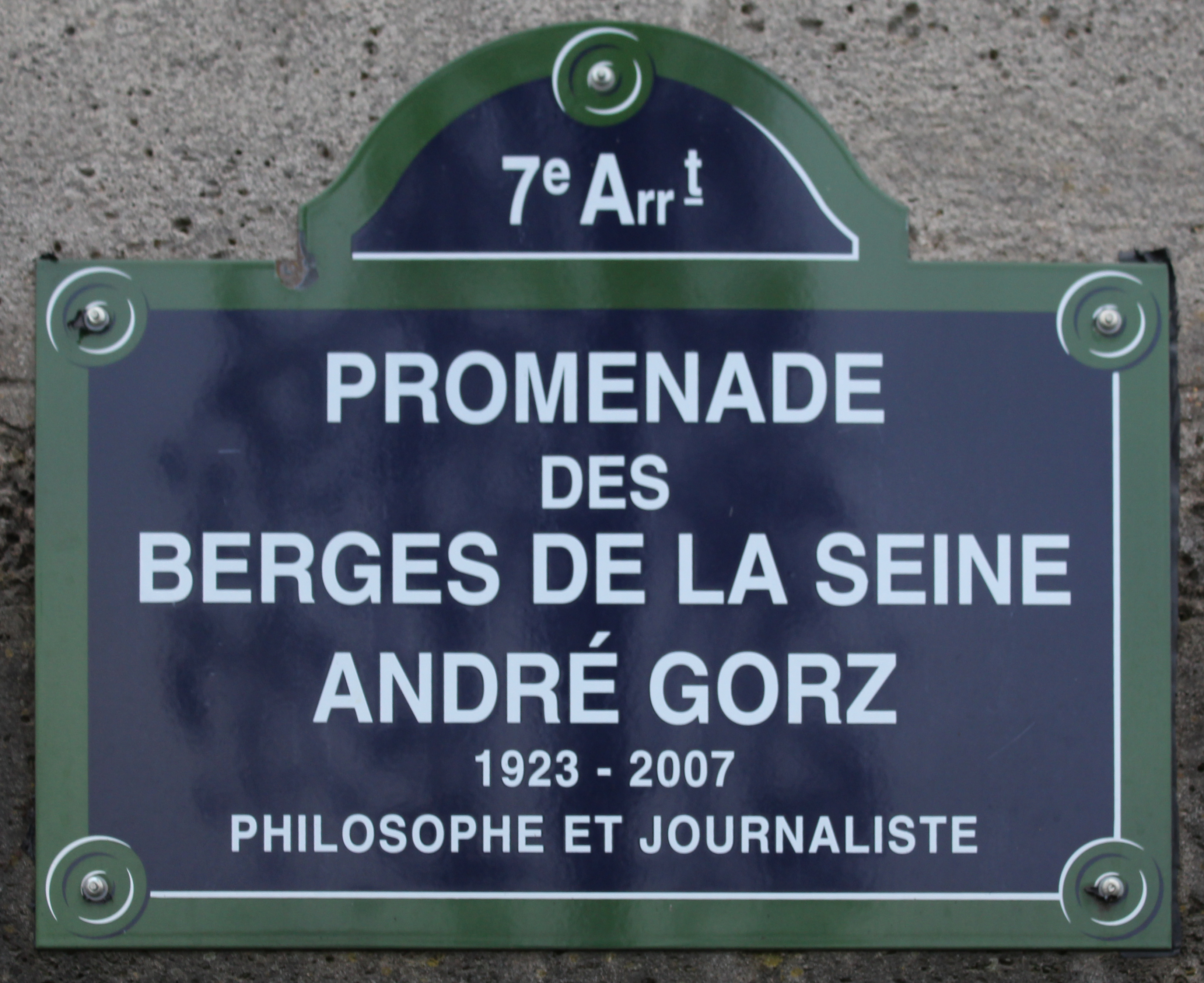
Plaque de la promenade.

Le nom d'André Gorz, philosophe et journaliste austro-français, théoricien de l'écologie politique, est donné à la promenade.

## Historique
La promenade est créée à partir de 2012, remplaçant la voie express automobile sur berges de la rive gauche. Ce tronçon créé au début des années 1970 est le premier et seul élément réalisé, sur les ports de Solférino et du Gros Caillou, berges basses des quais Anatole-France, et d'Orsay, du projet de voie express rive gauche. La poursuite de cette autoroute urbaine programmée en complément de la voie sur berges Georges-Pompidou de la rive droite, très contestée par les associations écologistes et de protection de l'environnement, fut abandonnée avec l'ensemble du plan autoroutier pour Paris après l'élection du président Valéry Giscard d’Estaing en 1974.
Au printemps 2013, cette voie est temporairement dévolue à la promenade entre le musée d'Orsay et le pont de l'Alma,.

La promenade André-Gorz est intégrée avec la partie de la voie Georges-Pompidou de la rive droite également fermée à la circulation et dévolue aux piétons et aux cyclistes depuis l'été 2016 entre le tunnel des Tuileries et le port de l'Arsenal, concomitamment à la mise en place de Paris Plages, au sein du parc Rives-de-Seine inauguré le 2 avril 2017,.

## Aménagements
La promenade longue de 1,4 km et large d'environ 20 m débute au niveau de la promenade Édouard-Glissant et de la passerelle Léopold-Sédar-Senghor, et se termine, au pont des Invalides, par la promenade Gisèle-Halimi.

De nombreux équipements de loisirs ont été installés sur la chaussée routière maintenue en l'état mais désormais réservée aux piétons, aux cyclistes et aux promeneurs.

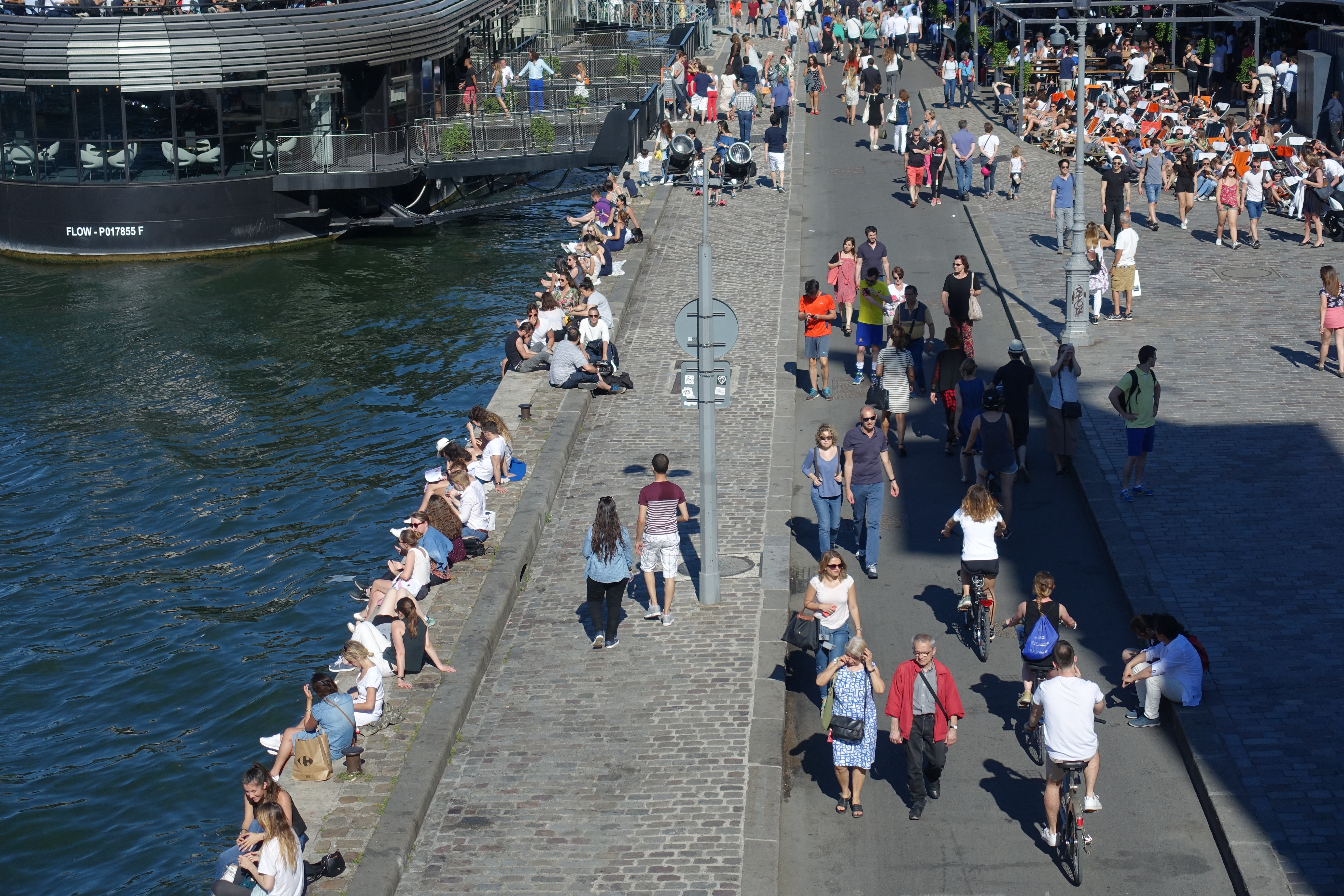
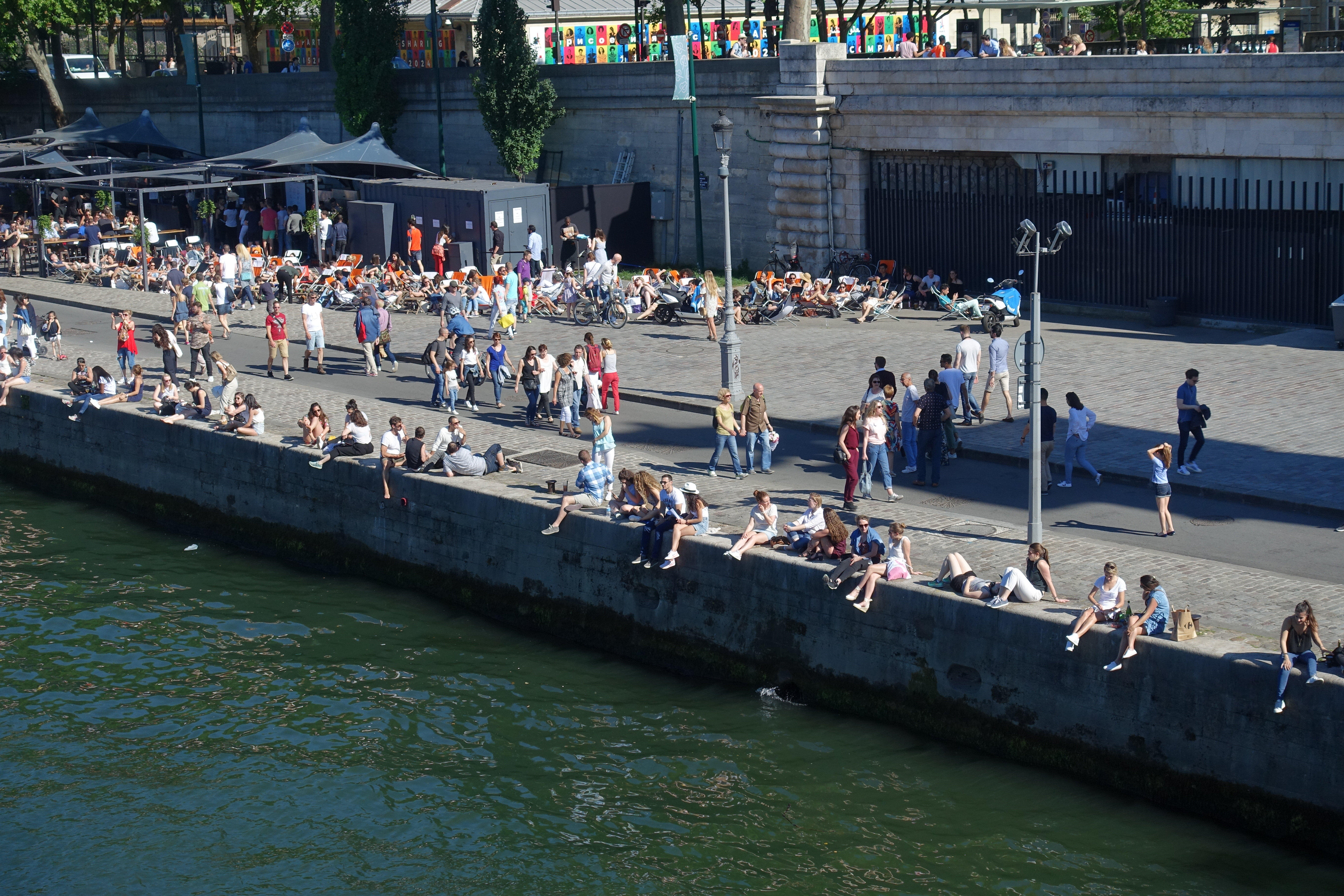
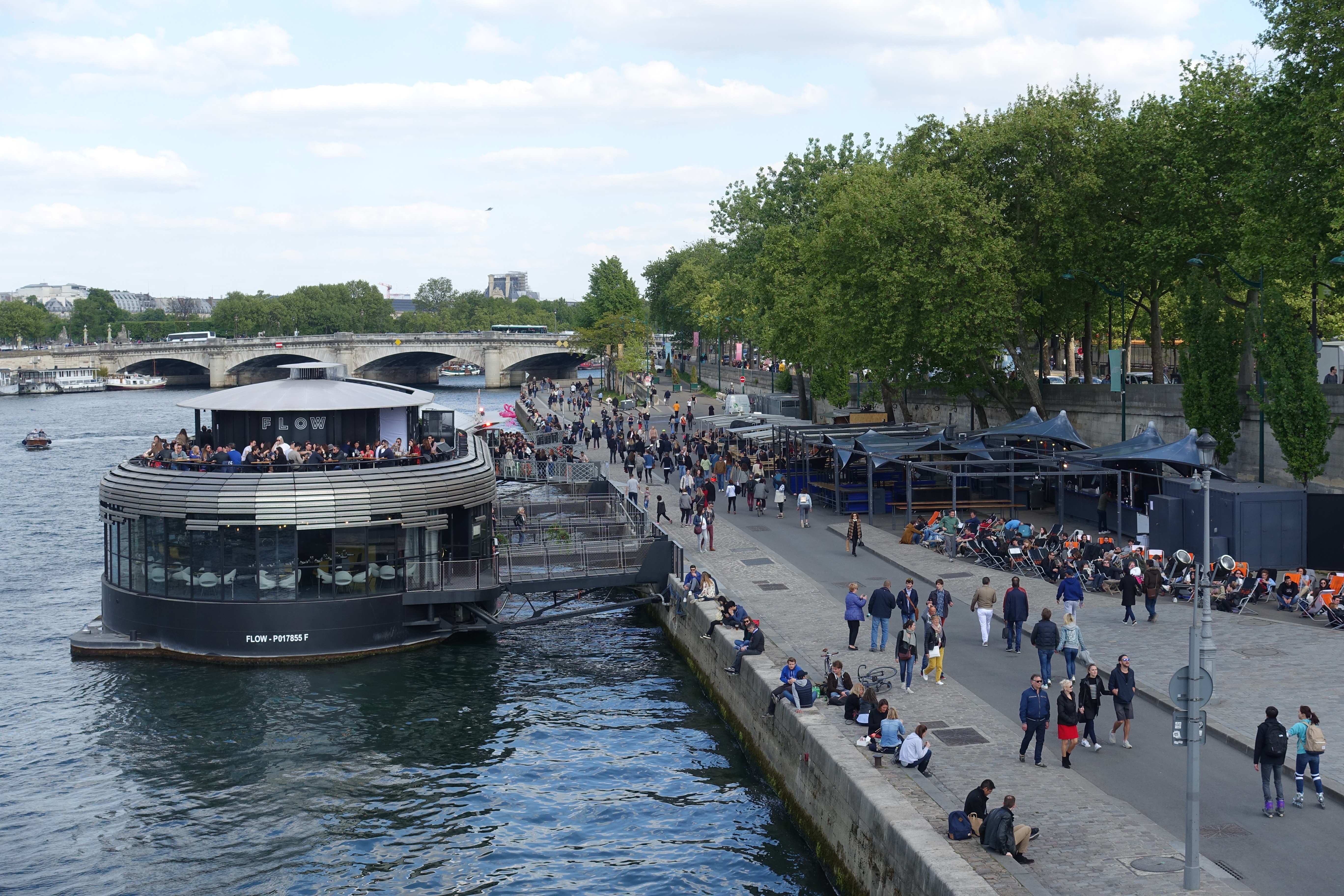